# Carnaval de Soria
El Carnaval de Soria, Castilla y León (España), comienza siempre el jueves anterior al Miércoles de Ceniza. 
Los carnavales de Soria comienzan con una arraigada tradición, el Jueves Lardero, día en el que es típico merendar pan, chorizo y huevo. El resto de los días transcurren con los habituales desfiles de disfraces para mayores y pequeños, concluyendo con el Entierro de la Sardina, en el que una escultura de este pescado es quemada y arrojadas sus cenizas al río Duero. 

## Historia
Las referencias más antiguas del carnaval en la capital son las que se refieren al Jueves Lardero, documentado al menos desde el siglo XVII, tradición que consistía en ir a merendar a los parajes cercanos a la ciudad. En sus orígenes el Jueves Lardero no marcaba el inicio de los carnavales y los chicos reclamaban la gallofa por las casas para poder preparar luego la merienda. También está documentada otra tradición, ahora perdida, que se realizaba el Lunes de Carnaval y que consistía en correr dos toros de fuego construidos en madera. El último día se realizaba el Entierro de la Sardina, con quema de la sardina en el río Duero. 
En el año 1922 Gerardo Diego dedicó unos versos al Carnaval de Soria:

Carnaval de Soria

Carnaval de Soria. Carnaval de Niza.

La carne ilusoria se torna ceniza.

Tres horas fugaces en el año lento.

Seda de disfraces que se lleva el viento.,

Pero hay algo eterno que el sol no consume.

Un contacto tierno. Un leve perfume.

Carnaval soriano. Carnaval pequeño. 

Yo soñé en tu mano. Prolonga mi recuerdo.

Gerardo Diego (1922)

Durante la guerra, el 5 de febrero de 1937 se publica el Boletín Oficial del Estado que dos días antes había firmado el gobernador general Luis Valdés, en este se prohibía la celebración del carnaval. El 12 de enero, se publica una nueva orden manteniendo definitivamente la prohibición. En el 1941 vuelve a redundarse en esta prohibición que duraría, con mayor o menor manga ancha, hasta la muerte del dictador.
Tras los años de prohibición, se recuperaron los carnavales por la Asociación de Amigos del Casco Viejo, convirtiendo el casco viejo de la ciudad en el principal epicentro de los Carnavales de Soria. Durante los primeros años, gozaron de un gran esplendor, programándose numerosas actividades y obteniendo una gran respuesta de los ciudadanos que acudían con elaborados difraces. Esta época dorada duraría hasta finales de los años 90, cuando comenzó el declive de los mismos. Como diría Antonio Ruiz Vega: "Los Carnavales, en Soria, renacieron como una iniciativa comercial legítima y, como tal renacimiento hay que considerarlos, señalando lo difícil de retomar una tradición casi completamente olvidada y de la que nos separan cincuenta años, la mayoría de ellos vividos en la dictadura y represión."
En el año 2008 los Carnavales de Soria emprendieron una nueva etapa con la organización a cargo de la Asociación Soriana de Artes Escénicas (ASAE) que se propuso recuperar a medio plazo el esplendor del que habían gozaron hacía una década debido a la decadencia que habían experimentado. Esta asociación, que organizó los actos festivos hasta el año 2017, llevó a cabo algunas importantes mejoras como extender la celebración del Carnaval a otros espacios de la ciudad, introduciendo y consolidando actos como el desfile de la tarde-noche del sábado o el cambio en el recorrido del Entierro de la Sardina, mejorando ampliamente su despliegue. En estos años se consiguió resucitar el espíritu festivo gracias a la implicación de ASAE que se esforzó para reanimarlo, primero, haciéndolo crecer después, tras un período de baja participación que preludiaba su desaparición. La implicación particular de algunas instituciones pivadas como el Casino Amistad Numancia también contribuyó en dinamizar un carnaval perdido en la ciudad con la recuperar de su tradicional baile de Carnaval.
En el año 2018 el Ayuntamiento de Soria volvió a hacerse cargo de la organización directa del Carnaval manteniendo las actividades consolidadas en años anteriores y apostando como novedad por la recuperación del Toro de Fuego en la tarde-noche del Lunes de Carnaval. Este espectáculo pretende recordar la tradición perdida de los carretones de fuego que se corrían tradicionalmente en ese día, recuperando así junto al Entierro de la Sardina, un elemento singular del carnaval soriano. Se completa así la programación de los cinco días ya que el lunes quedaba sin acto festivo.

## Programa del carnaval

### Jueves Lardero
El refrán para este día es "Jueves lardero, pan, chorizo y huevo" y como tal, pan, chorizo y huevo es el menú casi exclusivo de los jóvenes de Soria, en la celebración de la tradicional fiesta del Jueves Lardero, preludio del Carnaval. La tradición consiste en ir a merendar a los parajes más cercanos de la capital soriana, como el monte Valonsadero y el de las Ánimas, el Camino de los Royales y los propios parques de la ciudad, como los de la Dehesa, El Castillo e incluso los alrededores del río Duero. Aunque esta tradición se sigue manteniendo, a los ingredientes entre los jóvenes se le ha añadido una considerable cantidad de alcohol. 
Según el cronista oficial de la ciudad de Soria, Miguel Moreno Moreno, está documentado que el Jueves Lardero se celebra en la ciudad, por lo menos, desde el siglo XVII. Era una costumbre muy rural y, naturalmente, fiesta exclusiva de chicos. En sus orígenes el Jueves Lardero no marcaba, como ahora, el inicio de los carnavales y los chicos reclamaban la gallofa por las casas para poder preparar luego la merienda.
Sobre las 11 de la noche tiene lugar el Pregón de Carnaval que da comienzo a la fiesta. El origen del pregón hay que buscarlo en la década de 1980 cuando se recuperó la fiesta a través de la Asociación del Casco Viejo. Durante muchos años este pregón se dio en la plaza Fuente Cabrejas, principal y tradicional epicentro del Carnaval. En los últimos años el pregón ha pasado por diferentes espacios como la ruinas de San Nicolás, las plazas Mayor, Herradores o San Clemente.

#### Pregoneros
Muchos han sido los pregoneros del Carnaval de Soria. Todavía perdura en la retina de muchos sorianos, aquel carnaval de 2001 en el que el vidente Paco Porras fue recibido con una lluvia de huevos, tomates y hortalizas. Porras buscó refugio para serenarse y tuvo que abandonar la plaza escoltado por la Policía.
| - 2001 — Paco Porras - 2003 — Grupo Colombiano "Palo q'sea" - 2004 — Grupo de Teatro "Gravedad Zero" - 2005 — Grupo de Teatro "Juglareska" - 2006 — "Daviclown" - 2007 — "Luártica" y el Grupo de Teatro del IES Politécnico - 2008 — ASAE (Asociación Soriaran de Artes Escénicas) - 2009 — ASAE - 2010 — ASAE - 2011 — Ernesto López, "Nano" | - 2012 — Nano López y Suso Seca - 2013 — Nano López - 2014 — "Al Tran Tran" - 2015 — "Willbur" - 2016 — "Sapo Producciones" - 2017 — "Sapo Producciones" - 2018 — "La Raspa Teatro" - 2019 — Juan Muñoz - 2020 — Luis Larrodera - 2022 — Nano López y Sergio de Miguel |  |

### Viernes de Carnaval
Diferentes actividades se programan para los más pequeños como talleres infantiles de maquillaje y disfraces. En este día se realiza un desfile de Carnaval por las calles más céntricas de la ciudad en el que se pueden observar los ingeniosos disfraces de los sorianos. Algunos años ha participado la asociación brasileña Brasuca, para dar un toque brasileño a los carnavales sorianos. Brasuca, que ya lleva instaurada desde 2004 en la capital soriana, es la primera asociación de brasileños fundada en Castilla y León.

### Sábado de Carnaval
Por la mañana hay comparsa de gigantes y cabezudos para los más pequeños y por la tarde fiesta infantil con chocolatada y otro desfile de Carnaval. Por la noche tiene lugar una fiesta de disfraces y la entrega de premios del concurso de disfraces, que suelen tener muy buenos premios en metálico para animar a la gente a lucir sus disfraces. 
Ganadores del concurso de disfraces del Carnaval de Soria:
| Año  | Disfraz grupal                         | Disfraz individual    |
| ---- | -------------------------------------- | --------------------- |
| 2004 | "Greese"                               | "Austin Power"        |
| 2006 | "Fernando Alonso"                      |                       |
| 2009 | "El Maykel-Yason y tosus muertos"      |                       |
| 2010 | "Super Mario Bros" - "Las chicles"     |                       |
| 2011 | "Don Quijote y Sancho Panza"           | "Transformers"        |
| 2012 | "Conquistadores e indígenas" - "Legos" | "Rapunzel"            |
| 2013 | "Aladín"                               | "Los Trogloditas"     |
| 2014 | "Soldaditos"                           | "Dora la exploradora" |
| 2015 | "Los Minions"                          | "Los Simpson"         |

### Domingo de Carnaval
Por la mañana también hay comparsa de gigantes y cabezudos y por la tarde se construye la sardina que posteriormente se quemará en el Duero.

### Lunes de Carnaval
Antiguamente en este día había dos toros de fuego construidos en madera que se corrían por las calles.

### Martes de Carnaval
El tradicional Entierro de la Sardina pone fin al Carnaval. Hasta hace unos años el itinerario transcurría por el Collado y las calles Zapatería y Real, con responso en las ruinas de San Nicolás y quema de la sardina a orillas del Duero pero en el año 2008 se modificó el recorrido mejorando ampliamente el despliegue para el Entierro.
A las 11 de la noche el desfile del cortejo fúnebre de la sardina sale desde la plaza Herradores. Tras el inicio en dicha plaza, la comitiva se dirige hacia la Plaza Mayor para pasar posteriormente a la plaza de Santa Catalina donde se realiza un espectáculo pirotécnico y un responso por la sardina en el templete que cobija el pebetero utilizado en el día de San Lorenzo. Ya en el río Duero, la sardina es transportada por una barca y mientras se quema una traca de fuegos artificiales pone el punto final a los Carnavales. El Entierro ha sido organizado por diferentes grupos en los últimos años; entre ellos Teatropillo y Els Tres Mosqueters (2008-2010).